# 托尔维斯科萨
托尔维斯科萨（義大利語：Torviscosa），是意大利乌迪内省的一个市镇。总面积48平方公里，人口3067人，人口密度63.9人/平方公里（2009年）。ISTAT代码为030123。